# Currant Mountain
Currant Mountain – szczyt w Hrabstwie Nye w Nevadzie (USA). Wysokość góry wynosi 3 511 m (11 518 stóp) n.p.m., a wybitność 1 394 m.

## Przypisy

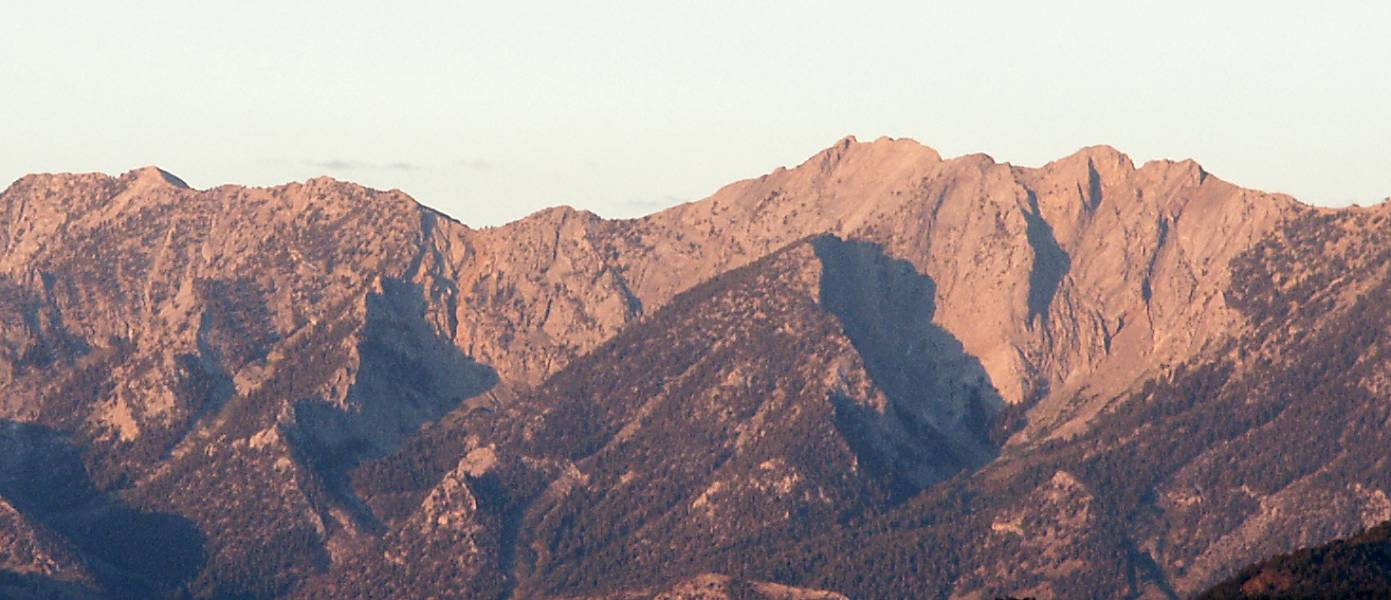
Currant Mountain o wschodzie słońca